# Sophia Gurieli
Sophia Gurieli, död 1829, var furstinna av furstendömet Guri (i sydvästra Georgien) som gift med furst Mamia V Gurieli. 
Hon var regent i furstendömet Guri för sin minderåriga son David Gurieli 1826-1829. Som regent försökte hon undvika en rysk erövring av Guri genom att alliera det med Osmanska riket, men misslyckades och tvingades fly med sin son till Osmanska riket när Guri erövrades av Ryssland 1829.